# Џон Хеј
Џон Милтон Хеј (енгл. John Milton Hay; Сејлем, 8. октобар 1838 — 1. јул 1905) био је амерички државник и званичник чија се каријера у америчкој администрацији протезала на готово пола века. Почео је као приватни секретар и помоћник Абрахама Линколна, највишу функцију коју је обављао било је место државног секретара САД под председницима Вилијамом Макинлијем и Теодором Рузвелтом. Хеј је такође био аутор и биограф, а током читавог свог живота писао је поезију и другу литературу.
Хеј је скоро седам година обављао функцију државног секретара. Био је одговоран за преговоре о политици отворених врата, која је Кину држала отвореном за трговину са свим земљама. Хеј је такође отворио пут изградњи Панамског канала и један од најзаслужнијих за тај пројекат.